# Rue Cesselin
La rue Cesselin est une voie du 11e arrondissement de Paris, en France. Elle portait auparavant le nom d'« impasse Cesselin ».

## Situation et accès
La rue Cesselin est une voie mixte située dans le 11e arrondissement de Paris. Elle débute au 8, rue Paul-Bert et se termine au 13, cité de l'Ameublement, à l'une des trois sorties du jardin de la Folie-Titon.

## Origine du nom
Cette rue porte le nom du propriétaire du terrain, Jean Cesselin, qui était le directeur de l'imprimerie sur laquelle la voie a été percée.

## Historique
Cette voie est ouverte dans la seconde partie du XIXe siècle sous le nom d'« impasse Cesselin » à partir de la rue Paul-Bert.
Le 10 juillet 2007, la « voie Y/11 » qui avait été ouverte à partir de la cité de l'Ameublement est réunie à l'« impasse Cesselin ». L'ensemble prend le nom « rue Cesselin ».